# Totò e Marcellino
Totò e Marcellino è un film del 1958 diretto da Antonio Musu.
Il titolo è un riferimento al protagonista del film Marcellino pane e vino, grande successo uscito qualche anno prima (1955).

## Trama
Per sfuggire a un commerciante a cui aveva rubato del cibo in scatola, un ladruncolo chiamato «il Professore» (in quanto ex-musicista, prima tromba d'orchestra) si finge zio di Marcellino, un orfanello di 8 anni che sta seguendo il funerale della mamma. Il Professore finisce per ospitare Marcellino nella sua abitazione: un vecchio tram in disuso. Marcellino, dopo aver visto che non c'è posto per tutti e due, decide di ospitare suo "zio" nella casa che ha ereditato. I due diventano amici ed il Professore finisce per affezionarsi all'orfanello.
Quando Alvaro, il vero zio, scopre che il nipote ha ereditato una casa dalla madre, ottiene che il bambino vada a vivere con lui e lo costringe a chiedere l'elemosina insieme ad altri ragazzini. Marcellino si trova a vivere umiliato e maltrattato dalla nuova "famiglia".
Il Professore scopre l'ignobile attività di Alvaro e per riavere Marcellino decide di cambiar vita e di lavorare onestamente come banda umana ambulante girando per le vie della città suonando fisarmonica, piatti e grancassa. Escogita inoltre un trucco per smascherare e far arrestare Alvaro che progettava di sposarsi per essere sicuro di ottenere la casa dal giudice.
Nel frattempo Marcellino fugge: gli hanno fatto credere che la mamma sia finita all'inferno perché è morta senza confessarsi e lui vuole a tutti i costi commettere una cattiva azione così potrà raggiungerla. Decide così di dar fuoco alla casa del Professore rischiando però di morire anche lui. Il Professore arriva giusto in tempo a salvarlo e gli spiega che sua madre è sicuramente in paradiso e che per raggiungerla Marcellino dovrà comportarsi bene.
Il film termina con i due vagabondi, poveri ma felici di essersi riuniti, che guardano la baracca bruciare mentre Marcellino suona allegramente la tromba incitato dal Professore che balla forsennatamente.